# John Campbell (5e duc d'Argyll)
Pour les articles homonymes, voir John Campbell et Campbell.
John Campbell, 5e duc d'Argyll (juin 1723 – 24 mai 1806), titré marquis de Lorne de 1761 à 1770, est un Militaire et un noble écossais. Après avoir servi comme officier subalterne en Flandre pendant la guerre de Succession d'Autriche, il se voit confier le commandement d'un régiment et est redéployé en Écosse où il s'oppose aux Jacobites au Loch Fyne à la bataille de Falkirk Muir puis à la bataille de Culloden. Il est ensuite devenu adjudant général en Irlande et passe environ 20 ans en tant que membre du Parlement avant de prendre sa retraite au Château d'Inveraray.

## Carrière militaire
Il est le fils de John Campbell (4e duc d'Argyll) et Mary Campbell (née Bellenden, fille de John Bellenden, 2e Lord Bellenden of Broughton), et fait ses études dans une école privée à Londres et est nommé sous-lieutenant au Fusiliers royaux écossais en 1739. Il est promu capitaine en 1741 et major en 1743. Devenu député de Glasgow Burghs en mars 1744, il fut immédiatement déployé en Flandre pour servir dans la guerre de Succession d'Autriche.

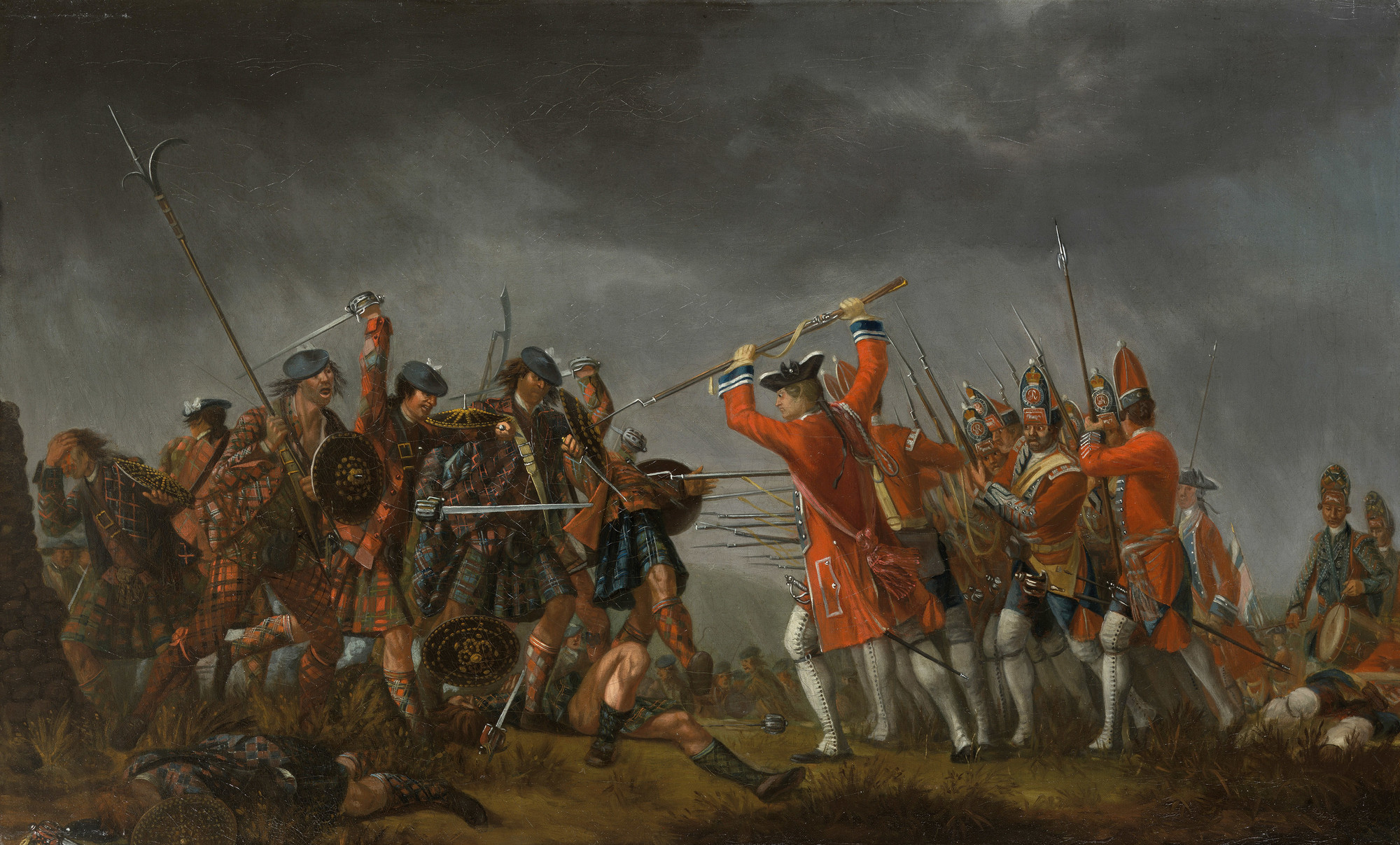
La bataille de Culloden à laquelle Campbell commanda un régiment.

Devenu Lieutenant-colonel à la tête du 30e Régiment de fantassins au début de 1745, il est redéployé en Écosse où il s’oppose aux Jacobites au Loch Fyne en novembre 1745, au début de la rébellion jacobite. Il assiste ensuite à une action sous les ordres du lieutenant général Henry Hawley lors de la bataille de Falkirk Muir, où la cavalerie britannique est complètement mise en déroute en janvier 1746. Il sert également sous les ordres du duc de Cumberland lors de la Bataille de Culloden où les Jacobites sont finalement vaincus en avril 1746.
En 1749, il passe au commandement du 42e Régiment de fantassins qui sert en Irlande : il devient adjudant général en Irlande en 1754. Promu colonel le 10 novembre 1755, il devient colonel du 54e Régiment de fantassins en décembre 1755 et colonel du 14e Dragoons en avril 1757. Il est promu major général le 25 août 1759 et lieutenant général le 19 janvier 1761. Il prend le titre de courtoisie de marquis de Lorne et quitte la Chambre des communes quand son père devient le 4e duc d'Argyll, le 15 avril 1761. Il devient commandant en chef adjoint de l'Écosse en 1762 et est élu sans opposition député de Dover, un siège anglais, en janvier 1765. Il devient colonel du 1er régiment de fantassins plus tard au cours de cette année.
Il quitte à nouveau la Chambre des communes lorsque, lors de la création du ministère de Chatham, il est créé baron Sundridge dans la pairie du Royaume-Uni en novembre 1766. Il est nommé commandant en chef d'Écosse en 1767, succède à son père comme 5e duc d'Argyll en novembre 1770 et est promu Général le 24 mars 1778. Il est ensuite colonel du Scots Guards en mai 1782 et, nommé Lord Lieutenant du Argyllshire le 6 mai 1794. Il est promu maréchal le 30 juillet 1796.
À la retraite, Campbell habite au Château d'Inveraray et est devenu un expert en amélioration de l'agriculture avec un siège au conseil de l'agriculture. Il meurt le 24 mai 1806 et est enterré à l'église paroissiale de Kilmun.

## Mariage et enfants
En 1759, il épouse Elizabeth Gunning, veuve de James Hamilton (6e duc de Hamilton) et mère de James Hamilton, 7e duc de Hamilton et Douglas Hamilton (8e duc de Hamilton). Elle est ensuite créée à part entière baronne Hamilton de Hameldon. Ils ont cinq enfants :

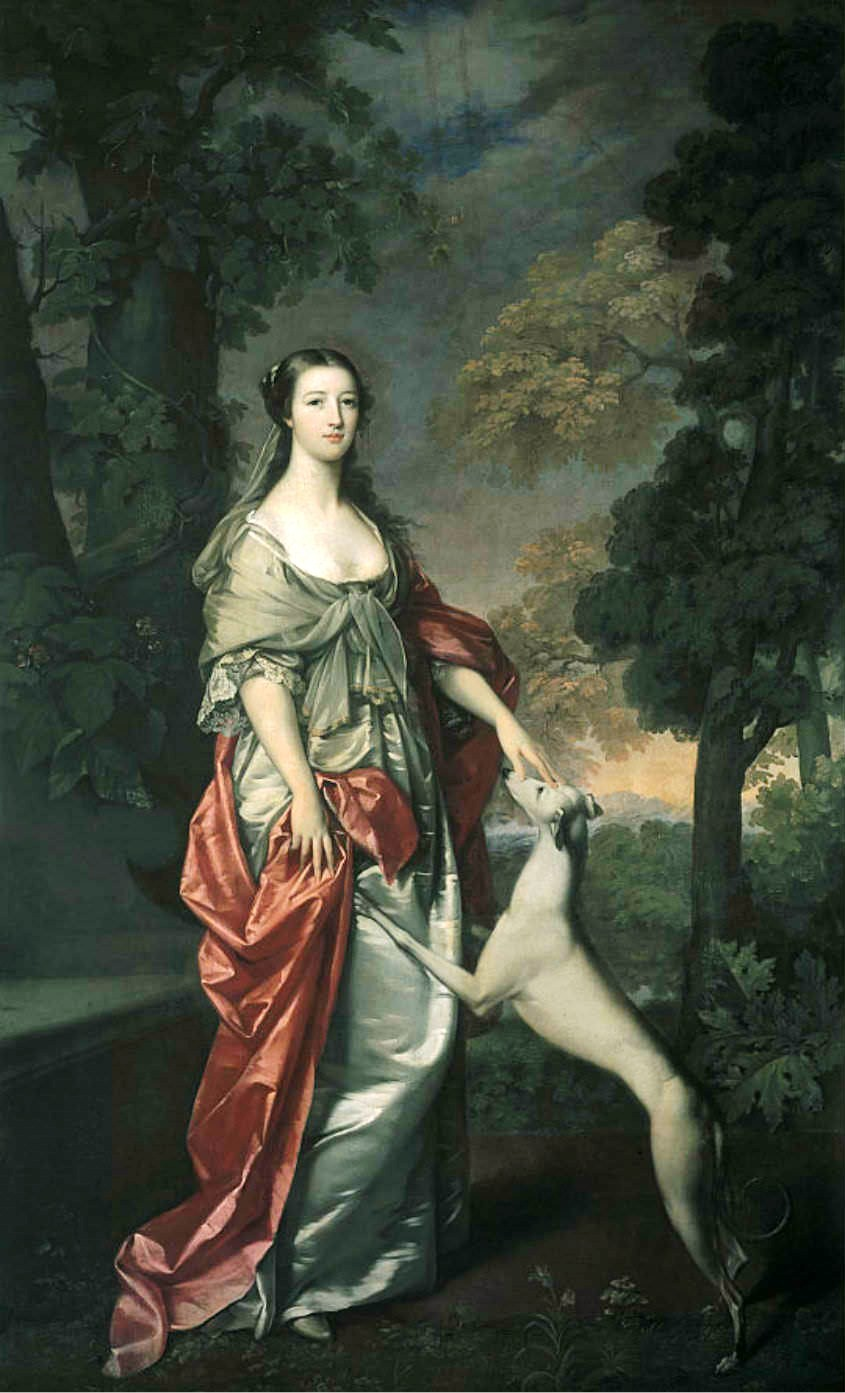
Portrait d'Elizabeth Gunning de Gavin Hamilton commandé par James Hamilton, 6e duc de Hamilton.

- Augusta Campbell (née le 31 mars 1760, décédée le 22 juin 1831)
- George John Campbell, comte de Campbell (né le 17 février 1763, décédé le 9 juillet 1764)
- George Campbell (6e duc d'Argyll) (né le 22 septembre 1768, décédé le 22 octobre 1839)
- Charlotte Susan Maria Campbell (née le 28 janvier 1775, décédée le 1er avril 1861)
- John Campbell (7e duc d'Argyll) (né le 21 décembre 1777, décédé le 25 avril 1847)